# پایگاه هفتم شکاری شیراز

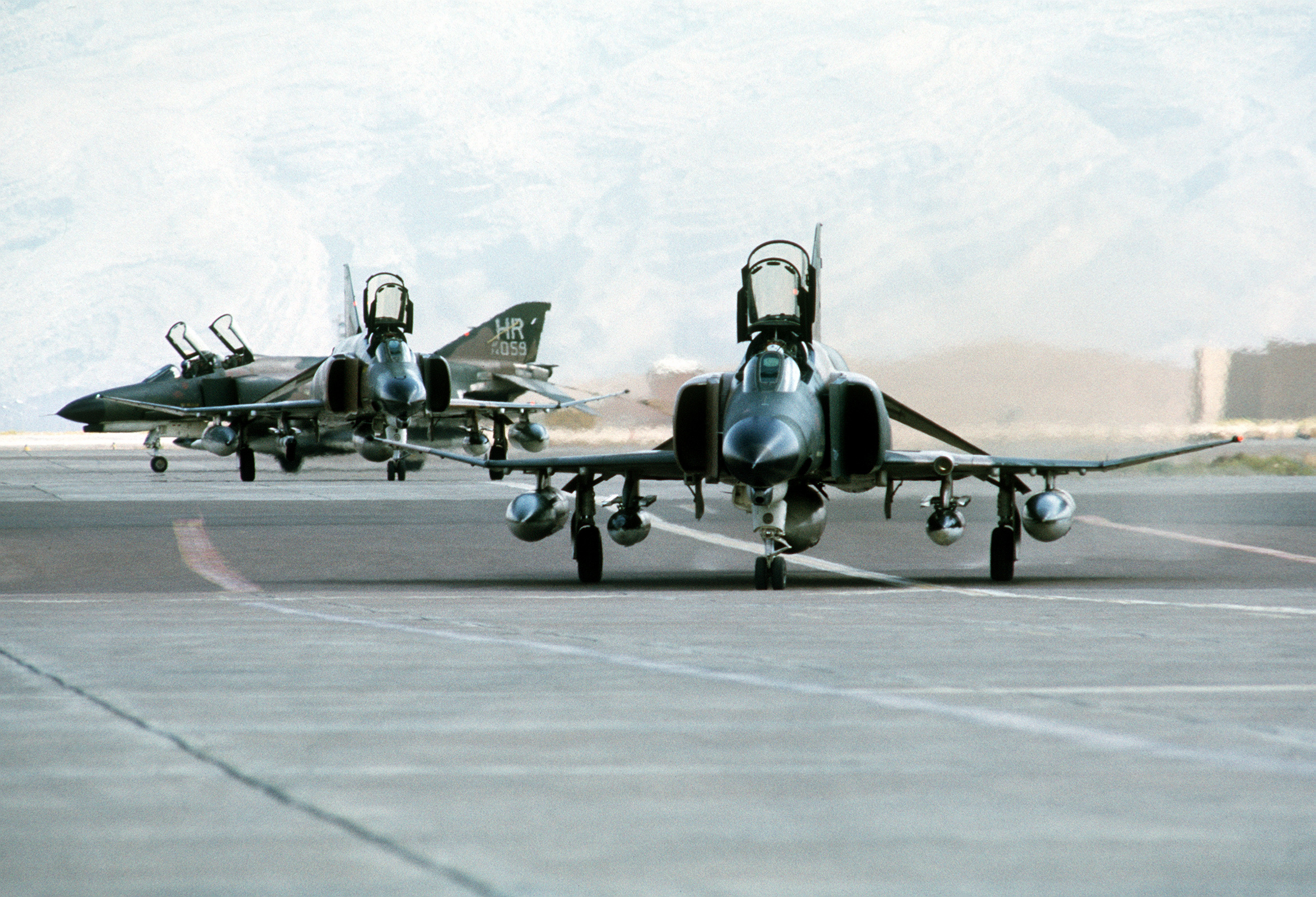
سه فروند جنگنده اف-۴ نیروی هوایی آمریکا در باند پایگاه هفتم شکاری شیراز در سال ۱۳۵۵

پایگاه هفتم شکاری شهید دوران شیراز از پایگاه‌های شکاری و ترابری نظامی نیروی هوایی ارتش ایران است، که در سال ۱۳۳۵ توسط نیروی هوایی شاهنشاهی ایران تأسیس شد. هم‌اکنون سرتیپ‌دوم خلبان افشین سوریایی فرماندهی این پایگاه را برعهده دارد.
پایگاه هفتم شکاری در فاصله ۱۵ کیلومتری از جنوب‌غربی شهر شیراز قرار دارد. این پایگاه هم‌اکنون دارای یک گردان شکاری از جنگنده‌های روسی سوخو ۲۴، سه گردان ترابری از هواپیماهای سی-۱۳۰ و ایلیوشن-۷۶، یک گردان شناسایی از هواپیمای پی-۳ اف، دو گردان بالگردی از هلی‌کوپترهای بل ۲۱۲ و بل ۲۱۴ و یک گردان آموزشی از هواپیماهای پی‌سی-۶ می‌باشد.

## تاریخچه

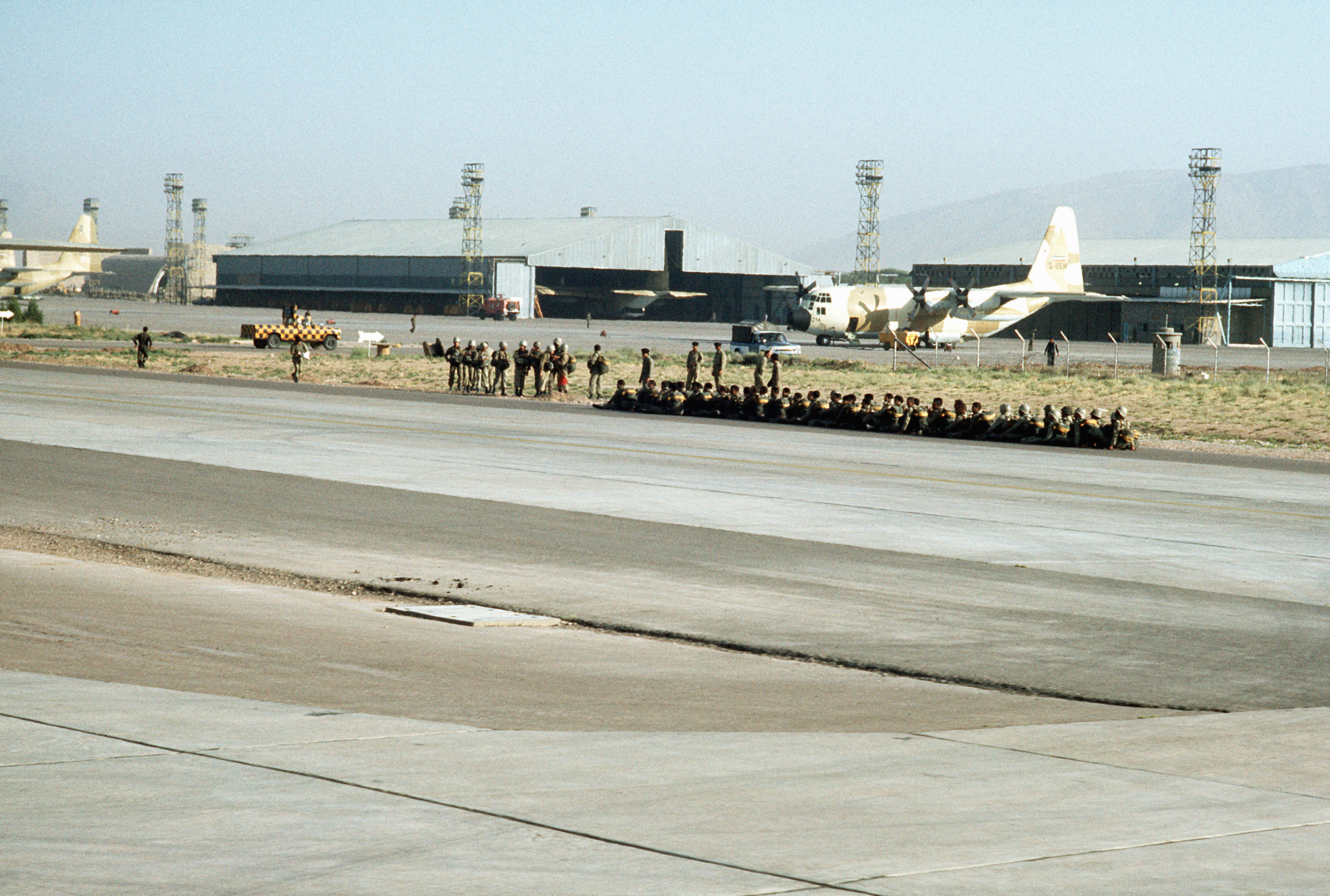
نیروهای تیپ ۵۵ هوابرد در باند پایگاه هوایی شیراز، منتظر سوار شدن به هواپیمایی سی-۱۳۰ برای انجام یک مأموریت آموزشی در مانور سنتو در سال ۱۳۵۶

پایگاه هفتم شکاری ترابری شیراز در سال ۱۳۳۵ تحت عنوان گروه هوایی شیراز در محل فرودگاه قدیم شیراز در فاصله ۱۵ کیلومتری جنوب غربی این شهر، با دو فروند هواپیمای یک موتور ملخ‌دار ال-۲۰ آغاز به کار نمود. در سال ۱۳۴۲ با ورود ۵ فروند هواپیمای سی-۱۳۰ به پایگاه حمل‌ونقل ترابری تغیر نام پیدا کرد. در سال ۱۳۵۰ با ورود یک گردان هواپیمای اف-۴ به پایگاه شکاری-ترابری تبدیل شد. در نیمه دوم سال ۱۳۵۵ هواپیمای اف-۱۴ از پایگاه ششم شکاری بوشهر، جایگزین هواپیمای اف-۴ گردید. در سال ۱۳۶۵ هواپیماهای اف-۱۴ به اصفهان منتقل شدند و ۲ گردان هواپیمای اف-۵ جایگزین آنها گردید. در حال حاضر با توجه به ورود ۵ نوع پرنده استراتژیک، تاکتیکی و آموزشی، اورهال و تعمیرات اساسی این جنگنده‌ها در این پایگاه انجام می‌شود.

## جنگ ایران و عراق
در دوران جنگ ایران و عراق، پایگاه شکاری ترابری شیراز با داشتن جنگنده‌های اف-۱۴ در ماموریت‌های آلرت، گشت رزمی هوایی، پوشش هوایی دیگر جنگنده‌های بمب‌افکن و تأمین ایمنی کشتی‌های نفت‌کش و تجاری در منطقه خلیج فارس ایفای نقش نمود. این پایگاه از یگان‌های عمل‌کننده در عملیات کمان ۹۹ بود. پایگاه شکاری شیراز در عملیات حمله به پایگاه هوایی الولید (عملیات اچ۳) که در تاریخ ۱۵ فروردین ۱۳۶۰ در مرز مشترک عراق با اردن و سوریه انجام شد، وظیفه دفاع هوایی عملیات را برعهده داشت. این پایگاه در اردیبهشت ماه سال ۱۳۶۱ نیز به‌عنوان یگان پشتیبانی هوایی در عملیات بیت‌المقدس و آزادسازی خرمشهر حضور داشت.

## یگان‌ها
- گردان ۷۲ شکاری سوخو ۲۴
- گردان ۷۱ ترابری سی ۱۳۰
- گردان ۷۲ ترابری سی ۱۳۰
- گردان ۷۳ ترابری ایلیوشن ۷۶
- گردان شناسایی پی ۳ اف
- گردان بالگرد ترابری بل ۲۱۲
- گردان بالگرد بل ۲۱۴
- گردان آموزشی پی‌سی-۶